# Стояново (Монтанская область)
Стояново (болг. Стояново) — село в Болгарии. Находится в Монтанской области, входит в общину Выршец. Население составляет 60 человек.

## Политическая ситуация
Кмет (мэр) общины Выршец — Боряна Тодорова Бончева-Лечева (коалиция в составе 3 партий: Болгарская социал-демократия (БСД), Земледельческий народный союз (ЗНС), Демократическая партия (ДП)) по результатам выборов в правление общины.